# Eurirs
L'Eurirs (abbreviazione di Euro Interest Rate Swap, tasso per gli swap su interessi) è il tasso di riferimento, calcolato giornalmente dalla Federazione bancaria europea, che indica il tasso di interesse medio al quale i principali istituti di credito europei stipulano swap a copertura del rischio di interesse.

## Definizione e utilizzo
L'Eurirs è spesso usato come tasso base per calcolare interessi fissi, come quello dei mutui: ad esempio, un mutuo a tasso fisso può essere offerto come l'Eurirs per la durata del mutuo più uno spread variabile a seconda dell'istituto bancario tra 0.5% e il 3%. I tassi di riferimento sono stabiliti giornalmente; Eurirs e Euribor non sono indicizzati al tasso di sconto e alla politica monetaria decisi dalla BCE. L'Eurirs dipende dalla durata del prestito, non dall'ammontare del capitale. Come gli altri tassi di interesse, in generale, maggiore è la durata del prestito, maggiore sarà l'Eurirs da applicare.
Per i prestiti a tasso fisso, il creditore subisce un rischio di mercato, legato a una variazione dei tassi di interesse. Se i tassi di interesse scendono al di sotto del tasso capitale, al quale è stato stipulato il mutuo, la banca guadagna. Viceversa, se i tassi di interesse salgono al di sopra dell'interesse al quale viene ripagato il debito, la banca subisce una perdita, pari alla differenza fra i due tassi. In termini finanziari, un mancato guadagno è equivalente a una perdita secca.
Per tutelarsi dal rischio di una perdita per un rialzo dei tassi di mercato, la banca stipula dei contratti in strumenti derivati, gli swap. Il prezzo di questi derivati può essere espresso come interesse percentuale sull'ammontare dei prestiti a tasso fisso "riassicurati". L'Interest Rate Swap (IRS) è il tasso di interesse al quale le banche ottengono gli swap, ed è una media degli interessi applicati agli swap pesata per i volumi di scambio. L'Eurirs è la variante del tasso IRS calcolata per il mercato europeo, fra le 50 principali banche dell'UE.
La Federazione Bancaria Europea è un'associazione che raccoglie i principali istituti di credito dell'UE, ed è indipendente dalle banche centrali. La pubblicazione non avviene né nel sito ufficiale della FBE né tramite un periodico o uno dei circuiti stampa utilizzati per l'informativa finanziaria (Reuters, Bloomberg, ecc.).